# Nizariten
Die Nizariten (arabisch النزاريون, DMG an-Nizāriyyūn, persisch نزاریان Nezāriyān, benannt nach Nizār ibn al-Mustansir) sind eine ismailitisch-schiitische Glaubensgemeinschaft mit Anhängern in nahezu allen Ländern der islamischen Welt sowie in vielen Ländern Ostafrikas und Europas. Sie ist Ende des 11. Jahrhunderts als Ergebnis einer Spaltung der ismailitischen Schia entstanden; die andere große Gruppe der Ismailiten bilden die Mustaʿlīten. Hauptsiedlungsgebiet der Nizariten im Mittelalter waren Persien (Iran) und Syrien, seit der Neuzeit sind es Indien und Pakistan. Nach der Zwölfer-Schia bilden die Nizariten die weltweit zweitgrößte schiitische Gemeinschaft mit geschätzt 15–20 Millionen Anhängern. Ein charakteristisches Merkmal ist die physische Anwesenheit eines Imams als religiöses Oberhaupt in der Nachfolge des Propheten Mohammed. Der amtierende Imam in fünfzigster Generation ist seit 2025 Rahim al-Hussaini, Aga Khan V.

Von den Nizari-Ismailiten genutzte Flagge

## Bezeichnung
Die übliche Selbstbezeichnung der Nizariten ist „Religion der Wahrheit [Gottes]“ (dīn-e ḥaqq). Da allerdings jede religiöse Gruppierung das Wissen um eine allumfassende Wahrheit für sich reklamiert, wurden für sie in der historiographischen Überlieferung diverse andere Bezeichnungen verwendet. Sie selbst, wie auch die Ismailiten im Allgemeinen, nannten sich alternativ auch „Leute des Inneren/Geheimen“ (ahl-e bāṭin), in Anlehnung an die bei ihnen geltende strikte Geheimhaltung ihrer Lehre gegenüber Außenstehenden. Die Dogmen ihrer Schia werden von ihrem Imam aus der inneren Botschaft des Koran offenbart und auch ausschließlich im Geheimen, im „Inneren“ (bāṭin), unter den ihr Angehörenden weitervermittelt, die sich zur absoluten Verschwiegenheit und Loyalität gegenüber dem Imam eingeschworen haben. In der muslimischen Geschichtsschreibung ist daher der Begriff Batiniten (Bāṭiniyya) sehr häufig auf sie gemünzt worden, auf den sie allerdings kein Exklusivitätsrecht anmelden konnten. Zur präziseren Eingrenzung ist daher zeitgleich mit ihrer Entstehung der Begriff Nizariten aufgekommen, womit sie als Anhängerschaft der von ihrem neunzehnten Imam Nizar abstammenden Imamlinie identifiziert werden, auf den sie sich letztlich beriefen.
In der christlichen Geschichtsschreibung des Mittelalters sind die Nizariten allerdings ausschließlich als Assassinen bekannt geworden, was der überwiegenden Lehrmeinung seit Silvestre de Sacy 1809 zufolge eine Verballhornung des arabischen Wortes für „Haschischraucher“ (Ḥašīšiyya) darstellt. Ihre politischen Gegner in Syrien und Ägypten haben sie seit der Publizierung der „Amir'schen Rechtleitung“ im frühen 12. Jahrhundert so despektierlich bezeichnet, wobei in der arabischen Gesellschaft dieses Schimpfwort allgemeingebräuchlich für soziale Außenseiter, Kriminelle, den gefährlichen Pöbel und auch für geistig Unzurechnungsfähige verwendet wurde. Denn dass der Haschischkonsum bei den Nizariten tatsächlich irgendeine bedeutende Rolle gespielt hätte, ist aus keinen der zeitgenössischen Zeugnissen zu entnehmen, weder aus den von ihnen selbst, noch aus den ihrer Feinde hinterlassenen. Unter diesem Begriff jedenfalls haben die Nizariten einen tiefen und nachhaltigen Eindruck in der Vorstellungswelt des christlich-europäischen Abendlandes hinterlassen und es zu einer bis heute populären Legendenbildung inspiriert, die von dem extravaganten und Geheimnis umwobenen Auftreten der „Sektierer“ und der von ihnen praktizierten Mordanschläge beflügelt worden ist, für die sie bei Christen wie Muslimen gefürchtet waren. In mehreren europäischen Sprachen haben sich die Begriffe für Attentäter/Mörder, Mord und Morden von dieser Fremdbezeichnung abgeleitet.
Als heute zahlenmäßig größte Splittergruppe des ismailitischen Schiitentums werden die Nizariten in jüngerer Zeit vermehrt wieder unter dem Synonym Ismailiten (Ismāʿīliyya) zusammengefasst, was seit dem späten 19. Jahrhundert auch in ihrem offiziellen Namen „Shia Imami Ismailis“ (Gefolgschaft der ismailitischen Imame) festgehalten ist, gleichwohl mit den Tayyibiten im Jemen und Indien (die Bohras) und den Mu’miniten in Syrien noch weitere, wenn auch zahlenmäßig deutlich kleinere ismailitische Gruppierungen existieren, die sich nicht zur Anhängerschaft des Imams der Nizariten bekennen.

## Glaubensinhalte
Das religiöse Dogma der Nizariten fußt auf jenem der Ismailiten und unterscheidet sich nicht im Wesentlichen von dem anderer schiitischer oder sunnitischer Gruppierungen. Die Quintessenz der schiitischen Lehre beinhaltet für den einzelnen Gläubigen ein Heilsversprechen, das zum Anbruch des jüngsten Tages eingelöst wird, dessen Erfüllung allerdings in Abhängigkeit im Bekenntnis des Gläubigen zum rechtmäßigen Imam steht. Denn allein dem rechtmäßigen Stellvertreter (ḫalīfa) Mohammeds als spirituellem Vorsteher (imām) der Glaubensgemeinschaft offenbart sich die geheime (bāṭin) Botschaft des Koran, die in seinem äußerlichen (ẓāhir) Wortlaut verborgen ist. Diese Botschaften trägt der Imam in geheimen Sitzungen an seine Adepten weiter, von denen wiederum berufene Propagandisten, so genannte „Rufer“ (duʿāt; Singular dāʿī), mit ihrer Verbreitung unter die Gläubigen betraut werden. Die geheimen Botschaften des Korans dürfen ausschließlich nur den Angehörigen der Schia offenbart werden, in so genannten „Sitzungen der Weisheit“, die in Abgrenzung zu den Sunniten, Juden und Christen, an Donnerstagen abgehalten werden. Außenstehende dürfen an solchen Sitzungen nicht teilnehmen, es sei denn, sie wurden zuvor von einem Da’i mit der Lehre vertraut gemacht und haben darauf als Konvertiten ein Glaubensbekenntnis abgelegt, das mit einem Gelöbnis zur unbedingten Verschwiegenheit und Loyalität dem Imam gegenüber verbunden ist. Für die ismailitisch-nizaritische Mission, den „Ruf“ (daʿwa), zur Rekrutierung neuer Gläubiger, sind gleichfalls die Rufer zuständig.
Nizariten erkennen andere schiitische Gruppierungen wie auch Sunniten als Muslime (muslimūn) an, betrachten jedoch nur sich selbst als tatsächlich Gläubige (muʾminūn), was wiederum auf Gegenseitigkeit beruht. In den Vorstehern (Imame, Kalifen) der anderen Konfessionen erkennen sie Usurpatoren, deren Anhänger folglich keinen Zugang zur wahren Botschaft des Korans haben und daher im Unglauben leben.
Als Voraussetzung für die Rechtmäßigkeit eines Imams gilt bei den Nizariten, wie auch bei allen anderen Schiiten, dessen dynastische Erbnachfolge vom Propheten Mohammed über dessen Tochter Fatima aus deren Ehe mit dem vierten und letzten der rechtgeleiteten Kalifen Ali, der 661 ermordet wurde. Das daraufhin von den Umayyaden errichtete Kalifat wurde hingegen von ihnen, wie auch von sämtlichen anderen Schiiten, abgelehnt. Dementsprechend beginnt auch bei den Ismailiten/Nizariten die Imamlinie mit Ali.

## Geschichte

### Vorgeschichte – die Ismailiten
Die Schia der Ismailiten ist im 8. Jahrhundert nach der Spaltung der großen Imamiten-Schia nach dem Tod des Imams Dschafar as-Sadiq (gest. 765) hervorgegangen. Dessen Anhänger spalteten sich unter den Nachkommen seiner zwei Söhne auf. Weil der erstgeborene Sohn und designierte Nachfolger Ismail (gest. 760) noch vor dem Vater gestorben war, hat die Mehrzahl der Schia in dieser Designation (naṣṣ) einen Irrtum des eigentlich unfehlbaren Imams erkannt und sich nach dessen Tod deshalb um dessen zweitgeborenen Sohn Musa (gest. 799) gruppiert. Diese Anhängerschaft ist später als Zwölfer-Schia bekannt geworden. Eine kleinere Gruppe hatte die Designation des Ismail, ungeachtet dessen vorzeitigen Ablebens, aber als ein unumstößliches Dogma ihres Imams betrachtet und diese nun im Sinne der Erbfolge auf einen Sohn von Ismail übertragen. Diese Anhängerschaft Ismails erkannte also nur die von ihm abstammende Imamlinie als rechtmäßig an.

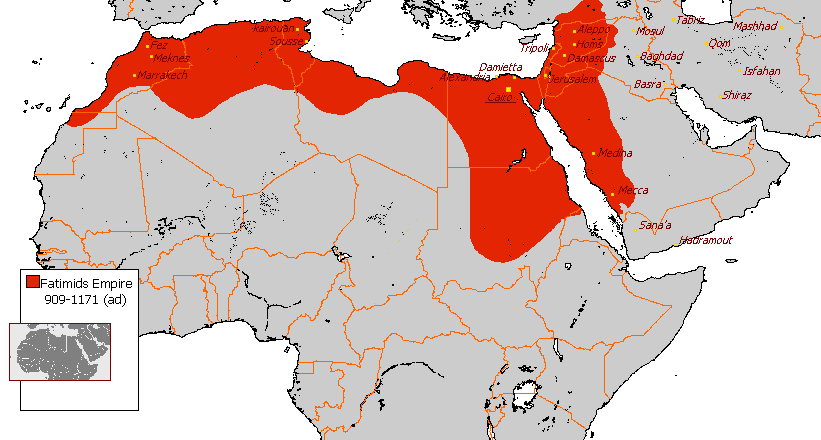
Die größte Ausdehnung des schiitischen Fatimidenkalifats.

Bei ihrer Entstehung hatte das Siedlungsgebiet der Ismailiten zunächst noch den ländlichen Südirak umfasst, doch durch eine intensiv betriebene Missionstätigkeit konnten sie binnen eines Jahrhunderts ihr Verbreitungsgebiet in der gesamten islamischen Welt ausdehnen und ihre Anhängerzahl beträchtlich erhöhen. Neue Anhänger konnten auf der arabischen Halbinsel, in Persien, Syrien und Palästina gewonnen werden. Am Ende des 9. Jahrhunderts bekannten sich schließlich die ersten muslimischen Gemeinschaften im berberischen Algerien und in Indien zu ihrer Schia. 910 eroberten Ismailiten das Emirat der Aghlabiden im heutigen Tunesien und proklamierten ihren elften Imam Abdallah al-Mahdi (874–934) zum „Stellvertreter“ (ḫalīfa) des Propheten. Das so begründete ismailitische Kalifat sollte das einzige in der Geschichte des Islam bleiben, das aus dem Schiitentum hervorgegangen ist. Es hat fortan in Rivalität zum sunnitischen Kalifat der Abbasiden von Bagdad gestanden und auf dessen Überwindung hingewirkt. In Reminiszenz auf die Stammmutter der ismailitischen Imame, Fatima, wurde die neue Kalifendynastie als Fatimiden bezeichnet. 969 eroberten die Ismailiten/Fatimiden Ägypten und verlegten ihren Herrschersitz in das neu gegründete Kairo. Hier wurde auch das Amt des obersten Missionars, dem „Rufer der Rufer“ (dāʿī d-duʿāt), eingerichtet, der allein dem Imam unterstand und der für die Verbreitung seiner Botschaften unter die Gläubigen und die Organisation der ismailitischen Mission verantwortlich war.
Bis zum Ende des 11. Jahrhunderts konnten die Fatimidenkalifen, die zugleich auch die Imame der Ismailiten waren, in Kairo eine ununterbrochene Stammlinie fortsetzen und außerdem eines der mächtigsten Reiche innerhalb der islamischen Welt begründen. Der Geltungsbereich der ismailitischen Mission aber war nicht auf ihr Reich beschränkt. Große Gemeinden existierten darüber hinaus in Syrien und in Persien, die dort allerdings seit dem Einbruch der turkstämmigen Seldschuken im frühen 11. Jahrhundert politisch unter Druck geraten sind, da sich die Seldschuken zum sunnitischen Islam und damit zum Kalif von Bagdad bekannten.

### Das ismailitische Schisma
Der Tod des achtzehnten Imam-Kalifen al-Mustansir im Jahr 1094 leitete die historische Zäsur ein, die zur Spaltung der Ismailiten und damit zur Begründung der Nizariten führte. Eine wesentliche Verantwortung hat dabei der amtierende Wesir al-Afdal Schahanschah getragen, der von armenischer Abstammung war und der schon wie sein Vater die eigentlichen Regierungsgeschäfte in Kairo wahrgenommen hat. Und wie schon sein Vater, hatte auch al-Afdal das Amt des „obersten Rufers“ usurpiert und sich damit die Kontrolle über die ismailitische Mission angeeignet, ohne als Militär irgendein Gespür für die religiösen Empfindungen der Schia, oder überhaupt ein Interesse an den Subtilitäten ihrer Geheimlehre gehabt zu haben. Al-Afdals Prioritäten konzentrierten sich auf die Mehrung persönlicher Macht und der Tod des Imam-Kalifen hatte ihm neue Möglichkeiten zu ihrer Erweiterung eröffnet. In einem Staatsstreich hat er sofort einen der jüngsten Söhne des Verstorbenen, den erst etwa zwanzigjährigen al-Mustali, zum neuen Kalif proklamiert und den älteren anwesenden Brüdern unter Androhung ihres Todes die Anerkennung dieses Aktes abgepresst. Dazu hatte er sogleich eine seiner Schwestern mit dem neuen Imam-Kalif verheiratet, der Zeit seines Lebens nicht mehr als eine Marionette des Wesirs bleiben sollte.
Allein der erstgeborene Sohn, der schon über vierzigjährige Nizar, erkannte diesen Machtwechsel nicht an und beanspruchte die Nachfolge seines Vaters für sich, da dieser ihn schon Jahre zuvor die entsprechende Designation erteilt habe. Der Designation (naṣṣ) kommt im schiitischen Islam die rechtsverbindliche Rolle einer testamentarischen Verfügung zu. Als eine Willensbekundung des Imams hatte sie den Charakter eines religiösen Dogmas, zu dessen Einhaltung die Gläubigen verpflichtet waren. Aus diesem Grund sind schon einst die Ismailiten der Imamlinie des Ismail gefolgt, war doch dieser von seinem Vater mit der Nachfolge im Imamat designiert wurden. Und eine solche Designation beanspruchte nun auch Prinz Nizar für sich. Er verschanzte sich in Alexandria und rief sich dort zum rechtmäßigen Imam-Kalif aus. Doch schon im Jahr darauf musste er militärisch unterlegen sich dem Wesir ergeben. Er wurde zunächst in Kairo in einen Kerker verbracht, wo er in aller Heimlichkeit umgebracht wurde. Die schnelle Klärung des Thronfolgekampfes in Kairo hatte allerdings die Spaltung der Ismailiten nicht verhindern können. Die Verwerfungslinie dieser Spaltung verlief nahezu genau entlang des unmittelbaren Herrschaftsbereichs der Imam-Kalifen, also des Fatimidenreichs von Ägypten und Syrien, und den Siedlungsgebieten ihrer Schia jenseits davon, also vor allem in Persien. Während die Schia innerhalb des Fatimidenreichs die vom Wesir durchgesetzte Nachfolge bereitwillig oder zumindest stillschweigend anerkannt hat und deshalb nun als Mustali-Ismailiten zu bezeichnen sind, hat sich die Schia in Persien und in Teilen Syriens zu Nizar bekannt.
Die Familie des 18. Imams:
|                          |                          |                          |                          | Kalif al-Mustansir 18. Imam 1036–1094 | Kalif al-Mustansir 18. Imam 1036–1094 | Kalif al-Mustansir 18. Imam 1036–1094 | Kalif al-Mustansir 18. Imam 1036–1094 | Kalif al-Mustansir 18. Imam 1036–1094 | Kalif al-Mustansir 18. Imam 1036–1094 |                            |                            |                            |                            |  |  |   |   |   |   | Badr al-Dschamali Wesir 1074–1094 | Badr al-Dschamali Wesir 1074–1094 | Badr al-Dschamali Wesir 1074–1094 | Badr al-Dschamali Wesir 1074–1094 | Badr al-Dschamali Wesir 1074–1094         | Badr al-Dschamali Wesir 1074–1094         |                                           |                                           |                                           |                                           |  |  |  |  |  |  |  |  |  |  |  |  |
|                          |                          |                          |                          | Kalif al-Mustansir 18. Imam 1036–1094 | Kalif al-Mustansir 18. Imam 1036–1094 | Kalif al-Mustansir 18. Imam 1036–1094 | Kalif al-Mustansir 18. Imam 1036–1094 | Kalif al-Mustansir 18. Imam 1036–1094 | Kalif al-Mustansir 18. Imam 1036–1094 |                            |                            |                            |                            |  |  |   |   |   |   | Badr al-Dschamali Wesir 1074–1094 | Badr al-Dschamali Wesir 1074–1094 | Badr al-Dschamali Wesir 1074–1094 | Badr al-Dschamali Wesir 1074–1094 | Badr al-Dschamali Wesir 1074–1094         | Badr al-Dschamali Wesir 1074–1094         |                                           |                                           |                                           |                                           |  |  |  |  |  |  |  |  |  |  |  |  |
|                          |                          |                          |                          |                                       |                                       |                                       |                                       |                                       |                                       |                            |                            |                            |                            |  |  |   |   |   |   |                                   |                                   |                                   |                                   |                                           |                                           |                                           |                                           |                                           |                                           |  |  |  |  |  |  |  |  |  |  |  |  |
| Nizar 19. Imam 1094–1095 | Nizar 19. Imam 1094–1095 | Nizar 19. Imam 1094–1095 | Nizar 19. Imam 1094–1095 | Nizar 19. Imam 1094–1095              | Nizar 19. Imam 1094–1095              |                                       |                                       | Kalif al-Mustali 1094–1101            | Kalif al-Mustali 1094–1101            | Kalif al-Mustali 1094–1101 | Kalif al-Mustali 1094–1101 | Kalif al-Mustali 1094–1101 | Kalif al-Mustali 1094–1101 |  |  | ? | ? | ? | ? | ?                                 | ?                                 |                                   |                                   | al-Afdal Schahanschah Wesir 1094–1121 (X) | al-Afdal Schahanschah Wesir 1094–1121 (X) | al-Afdal Schahanschah Wesir 1094–1121 (X) | al-Afdal Schahanschah Wesir 1094–1121 (X) | al-Afdal Schahanschah Wesir 1094–1121 (X) | al-Afdal Schahanschah Wesir 1094–1121 (X) |  |  |  |  |  |  |  |  |  |  |  |  |
| Nizar 19. Imam 1094–1095 | Nizar 19. Imam 1094–1095 | Nizar 19. Imam 1094–1095 | Nizar 19. Imam 1094–1095 | Nizar 19. Imam 1094–1095              | Nizar 19. Imam 1094–1095              |                                       |                                       | Kalif al-Mustali 1094–1101            | Kalif al-Mustali 1094–1101            | Kalif al-Mustali 1094–1101 | Kalif al-Mustali 1094–1101 | Kalif al-Mustali 1094–1101 | Kalif al-Mustali 1094–1101 |  |  | ? | ? | ? | ? | ?                                 | ?                                 |                                   |                                   | al-Afdal Schahanschah Wesir 1094–1121 (X) | al-Afdal Schahanschah Wesir 1094–1121 (X) | al-Afdal Schahanschah Wesir 1094–1121 (X) | al-Afdal Schahanschah Wesir 1094–1121 (X) | al-Afdal Schahanschah Wesir 1094–1121 (X) | al-Afdal Schahanschah Wesir 1094–1121 (X) |  |  |  |  |  |  |  |  |  |  |  |  |
|                          |                          |                          |                          |                                       |                                       |                                       |                                       |                                       |                                       |                            |                            |                            |                            |  |  |   |   |   |   |                                   |                                   |                                   |                                   |                                           |                                           |                                           |                                           |                                           |                                           |  |  |  |  |  |  |  |  |  |  |  |  |
|                          |                          |                          |                          |                                       |                                       |                                       |                                       | Kalif al-Amir 1101–1130 (X)           |                                       |                            |                            |                            |                            |  |  |   |   |   |   |                                   |                                   |                                   |                                   |                                           |                                           |                                           |                                           |                                           |                                           |  |  |  |  |  |  |  |  |  |  |  |  |
|                          |                          |                          |                          |                                       |                                       |                                       |                                       |                                       |                                       |                            |                            |                            |                            |  |  |   |   |   |   |                                   |                                   |                                   |                                   |                                           |                                           |                                           |                                           |                                           |                                           |  |  |  |  |  |  |  |  |  |  |  |  |
| Nizariten                | Nizariten                | Nizariten                | Nizariten                | Nizariten                             | Nizariten                             |                                       |                                       | Tayyibiten                            | Tayyibiten                            | Tayyibiten                 | Tayyibiten                 | Tayyibiten                 | Tayyibiten                 |  |  |   |   |   |   |                                   |                                   |                                   |                                   |                                           |                                           |                                           |                                           |                                           |                                           |  |  |  |  |  |  |  |  |  |  |  |  |
| Nizariten                | Nizariten                | Nizariten                | Nizariten                | Nizariten                             | Nizariten                             |                                       |                                       | Tayyibiten                            | Tayyibiten                            | Tayyibiten                 | Tayyibiten                 | Tayyibiten                 | Tayyibiten                 |  |  |   |   |   |   |                                   |                                   |                                   |                                   |                                           |                                           |                                           |                                           |                                           |                                           |  |  |  |  |  |  |  |  |  |  |  |  |
|                          |                          |                          |                          |                                       |                                       |                                       |                                       |                                       |                                       |                            |                            |                            |                            |  |  |   |   |   |   |                                   |                                   |                                   |                                   |                                           |                                           |                                           |                                           |                                           |                                           |  |  |  |  |  |  |  |  |  |  |  |  |
|                          |                          |                          |                          | Mu’miniten                            |                                       |                                       |                                       |                                       |                                       |                            |                            |                            |                            |  |  |   |   |   |   |                                   |                                   |                                   |                                   |                                           |                                           |                                           |                                           |                                           |                                           |  |  |  |  |  |  |  |  |  |  |  |  |

In Persien hatte in den Jahren zuvor die Ismailitenschia unter der Führung des charismatischen Da’i Hassan ibn as-Sabbah, oder auf Persisch Hassan-i Sabbah (Hassan, Nachkomme des Sabbah), eine drangvolle Expansion erlebt, trotz der ständigen Bedrohung durch die Seldschuken. Zu verdanken war dies einer von Hassan auferlegten zielgerichteten Strategie und entschlossenem Vorgehen gegen ihre Feinde. Durch Infiltration und Okkupation haben die Ismailiten in der schwer zugänglichen Gebirgsregion des Elburs nahe der Südküste des Kaspischen Meeres mehrere Höhenburgen in ihren Besitz gebracht und diese stark befestigt. In den von ihnen kontrollierten und schwer zugänglichen Gebirgstälern haben die Ismailiten sich ein sicheres Refugium schaffen können. Im Jahr 1090 wurde dabei auch die Burg Alamut (Olah amūt, Adlernest) in der Region Dailam eingenommen, die Hassan zu seiner Hauptresidenz gemacht und die er nie mehr verlassen hat. In den folgenden Jahren wurden weitere Burgen in ganz Persien gewonnen, darunter auch einige in unmittelbarer Nähe zu Isfahan, der Hauptstadt der Seldschuken. Am Ende des 11. Jahrhunderts war Hassan als Gran-Da’i die unangefochtene Führungsautorität der persischen Ismailiten. Die Schia dort folgte bedingungslos seinem Befehl und er selbst erkannte über sich nur den Wahren Imam an.
Als aber 1094 nach dem Tod des achtzehnten Imams nicht dessen ältester Sohn Nizar als neuer Vorsteher über die Schia erhoben wurde, erkannte Hassan darin einen Anschlag auf deren religiöse Überzeugungen, wobei darin auch persönliche Interessen mit im Spiel gewesen sein dürften. Hassan hatte einst in Kairo seinen Glauben vertieft und ist dabei in den Kontakt mit den höchsten religiösen Vordenkern seiner Schia getreten. Zu jener Zeit aber hatte der Wesir Badr al-Dschamali, seiner Herkunft nach ein armenischer Militärsklave, auch das religiöse Amt des „obersten Rufers“ okkupiert um seine Macht zu mehren. Offenbar hatte Hassan daran öffentlich Anstoß genommen und außerdem für die Nachfolge Prinz Nizars als zukünftigen Imam-Kalif geworben, womit er sich die Ungnade des Wesirs zugezogen hat, der ihn deshalb nach zwei Jahren regelrecht aus Kairo und Ägypten verbannt hat. Als sich nun der Sohn des alten Wesirs eine Marionette für das Imamat ausgesucht hatte, haben Hassan und seine loyalen persischen Anhänger sich zu Anhängern des Nizar erklärt und in ihm den rechtmäßigen neunzehnten Imam erkannt. Obwohl Hassan in seiner Zeit in Kairo keine persönliche Begegnung mit dem achtzehnten Imam al-Mustansir gehabt hatte, war er dennoch von der Existenz dessen Designation für seinen ältesten Sohn überzeugt, die der Überzeugung ihrer Schia gemäß unbedingt befolgt werden musste. So ist die Schia der Nizariten entstanden, die sich selbst als wahre Fortführer der ismailitischen Schia betrachteten, während sie in den in Kairo nachfolgenden Imam-Kalifen Usurpatoren erkannten. Die gesamte Isamili-Schia von Persien sowie ein großer Teil jener von Syrien ist Hassan in dieser Auffassung gefolgt und hat Nizar als legitimen Imam anerkannt.

### Reaktion – die Amir’sche Rechtleitung
Über die Spaltung der Ismailiten und den dazu vertretenen Ansichten der beteiligten Personen liegen keine zeitnahen Zeugnisse vor. Erst nachdem im Jahr 1121 in Kairo der für die Spaltung verantwortliche Wesir al-Afdal ermordet wurde, ist es von Seiten der Mustali-Ismailiten zu einer Reaktion gekommen. Der Mord wurde offiziell den „Batiniten“/Nizariten angelastet, wahrscheinlich aber ist er von dem seit 1101 amtierenden Kalifen al-Amir in Auftrag gegeben wurden, der zugleich der zwanzigste Imam der Mustalien war.
Al-Amir hat die Umstände sogleich politisch genutzt um einen propagandistischen Schlag gegen die von seiner Warte aus abtrünnigen Nizariten zu führen. Im Dezember 1122 hat er in Kairo ein Konzil der religiösen Autoritäten seiner Schia anberaumt, indem die Frage nach der Rechtmäßigkeit seines Imamats erörtert werden sollte. Zentraler Diskussionspunkt ist dabei der Inhalt der Designation des achtzehnten Imams al-Mustansir gewesen. Al-Amir hat dazu mehrere Zeugen aufgeboten, die ihm bestätigten, dass sein Großvater seinen Vater in der Nachfolge des Imamats designiert habe. Als entscheidende Gewährsperson wurde allerdings eine Frau befragt, eine Vollschwester von Nizar, die bestätigte, dass ihr Vater auf dem Sterbebett liegend seine Designation zugunsten des jüngsten Sohnes al-Mustali geändert habe, womit dessen Imamat und damit letztlich jenes von al-Amir das Rechtmäßige sei. Jene aber die dem Imamat des Nazir gefolgt seien, seien vom rechten Glauben abgefallen. Al-Amir hat diese Erkenntnis in mehreren Sendschreiben an seine Anhänger in Syrien und auch an Hassan-i Sabbah in Alamut zukommen lassen, mit der Aufforderung, sich dazu zu erklären. Dieses Schreiben, „die Amir’sche Rechtleitung“ (al-Hidāya al-Āmiriyya), wird noch heute von den indischen Nizariten sorgsam in Abschriften aufbewahrt. Eine Erwiderung des Gran-Da’i auf die Expertise des ihm verhassten Gegenimams von Kairo ist nicht überliefert. Seine Anhänger haben erst Jahre nach seinem Tod 1124 eine Antwort geliefert.
Erwähnenswert in diesem Zusammenhang ist die Wortwahl, die al-Amir in seiner Hidāya gegenüber den Nizari-Ismailiten gewählt hat. In einem der an seine Anhänger in Syrien adressierten Schreiben hatte er sie als „Haschischraucher“ (ḥašīšiyya) verunglimpft und damit das älteste bekannte Zeugnis dieses Begriffs in Bezug auf die Nizariten hinterlassen. Offenbar hat sich diese Bezeichnung bis zum Ende des 12. Jahrhunderts gerade in Syrien fest etablieren können, weshalb die dortigen Nizariten bei dem ihnen räumlich benachbarten Christen der Kreuzfahrerstaaten (Benjamin von Tudela, Wilhelm von Tyrus) auch unter diesem Namen bekannt geworden sind. Am 7. Oktober 1130 haben die Nizariten/Assassinen auf die Infragestellung ihrer Schia geantwortet, als mehrere ihrer syrischen Opferbereiten in Kairo eingedrungen sind und al-Amir während eines Umritts von seinem Pferd gezogen und erstochen haben.

### Politischer Mord
Eine von Hassan-i Sabbah eingeführte Methode im Kampf gegen die Feinde seiner Schia war die des politischen Mordes, der ein für die mittelalterlichen Nizariten prägendes Charakteristikum wurde. Militärisch gegenüber ihren Todfeinden, den sunnitischen Seldschuken, zahlenmäßig weit unterlegen, verlegten die persischen Ismailiten ihren Kampf auf zielgerichtete Anschläge gegen die Führungspersönlichkeiten der türkischen Eroberer. Das erste spektakuläre Attentat wurde 1092 ausgeführt, also noch vor dem Ausbruch des ismailitischen Schismas. Der allmächtige Seldschukenwesir Nizam al-Mulk wurde während des Ramadan beim Fastenbrechen und unter Anwesenheit seiner Leibwache von einem an ihn herangetretenen Bittsteller mit einem Dolch niedergestochen, worauf er verblutete. Der Täter wurde als ein „dailamitischer Knabe, einer der Batiniten“ beschrieben, also ein aus der Region Dailam stammender, der Gegend um Alamut, die fest in der Hand der Ismailiten war. Die Ermordung des Wesirs gilt als entscheidender Wendepunkt in der Geschichte der Seldschuken, deren Reich danach in den Thronfolgekämpfen miteinander konkurrierender Prätendenten zerfiel, aus denen die Nizariten ihren Vorteil ziehen und ihre Macht in Persien beträchtlich ausweiten konnten.

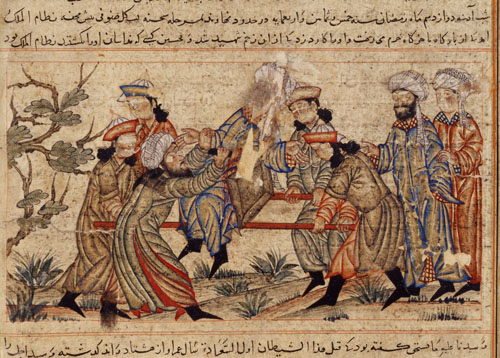
Darstellung der Ermordung des Wesirs Nizam al-Mulk in einer persischen Ausgabe der Dschami' at-tawarich des Raschīd ad-Dīn, frühes 15. Jahrhundert. Museumsbibliothek des Topkapı-Palastes (TSMK H. 1653, fol. 360v).

Die Tatausführenden waren keine Selbstmordattentäter, wie noch heute oft postuliert wird, allerdings war die Wahrscheinlichkeit, dass sie bei der Tatbegehung selbst getötet wurden, ungleich höher als dass sie sie überlebten. Schon der Mörder des Nizam al-Mulk hatte zu fliehen beabsichtigt, ist aber über einen Zeltstrick gestolpert und von der Leibwache des Wesirs eingeholt und getötet worden. Die zu einem Anschlag ausgesandten Täter wurden von den Nizariten deshalb als „Opferbereite“ (fidāʾīyān) bezeichnet. Denn verbunden mit einem Anschlag war bei den Nizariten immer auch die Verbreitung eines psychologischen Terrors, indem die Taten häufig am Tag oder im Beisein von unbeteiligten Zeugen, gar von Anhängern des Opfers, ausgeführt wurden. Damit sollte ihren Feinden nahe gebracht werden, dass sie die unbedingte Entschlossenheit eines Fida’i niemals unterschätzen mögen, dass sie sich zu keiner Tageszeit in Sicherheit wiegen konnten, egal mit wie vielen Leibwächtern sie sich auch umgaben. Die Vorbereitung eines Anschlags war oft mit einem hohen Zeitaufwand verbunden. Üblicherweise musste dazu die unmittelbare Umgebung des Ziels infiltriert und nicht selten musste sogar dessen persönliches Vertrauen gewonnen werden. Zur Ausführung der Tat wurde immer ein Dolch verwendet und die Stichwunden mussten am Opfer so platziert werden, dass dieses an ihnen definitiv verbluten würde. Tatsächlich sind nur wenige Fälle überliefert, in denen das Opfer durch eine schnelle medizinische Behandlung doch noch überleben konnte. Die Attentäter selbst wurden in der Regel unmittelbar nach der Tat von den Leibwächtern ihrer Opfer getötet oder von der aufgebrachten Menge gelyncht. Nur in seltenen Fällen ist die erfolgreiche Flucht eines Fida’i überliefert.
Bevorzugte Anschlagsziele der Nizariten waren politische, militärische und religiöse Führungskader sowohl des sunnitischen Islam, wie auch der mustalitischen Usurpatoren in Kairo. Besonders im 12. Jahrhundert ist kaum ein Jahr vergangen, in dem nicht mindestens ein Mord verzeichnet ist. In den Archiven der Nizariten sind später Listen gefunden wurden, in denen sie ihre erfolgreich ausgeführten Anschläge, mit Namen der Opfer und der Täter, verzeichnet haben. Die größte Opfergruppe stellten Qadis und Muftis, weil diese Personengruppe als lokale Vertreter der sunnitischen Gerichtsbarkeit mit der Verfolgung von Glaubensabweichlern und Sektierern betraut waren, unter welche die Nizariten, vom Standpunkt des sunnitischen Islam gesehen, fielen. Aber auch die höchsten weltlichen und geistlichen Persönlichkeiten wurden angegriffen. Zu den prominentesten Opfern zählen die sunnitischen Kalifen al-Mustarschid (X 1135) und ar-Raschid (X 1136), der Seldschukenwesir Fachr al-Mulk (X 1111) und der Sultan Dawud (X 1143). Bereits 1130 wurde der in Kairo herrschende Gegenkalif der Mustali-Ismailiten al-Amir umgebracht, womit der Untergang des Fatimidenkalifats eingeleitet wurde. Auch auf den sunnitischen Sultan Saladin (Salah ad-Din Yusuf) sind gleich mehrere Attentatsversuche unternommen wurden, die allerdings alle gescheitert sind. 1152 wurde mit Graf Raimund II. von Tripolis der erste Nichtmuslim ermordet, später folgten mit Markgraf Konrad von Montferrat (X 1192) und Raimund von Antiochia (X 1214) weitere hochgestellte Christen. Insgesamt aber sind Anschläge auf Christen eher die Ausnahme geblieben.
Die Nizariten waren für ihre Mordpraktiken schließlich derart berüchtigt, dass man ihnen nahezu jede Tat zuschreiben oder unterschieben konnte. Tatsächlich haben sie oftmals auch die Tötungen von Gegnern öffentlich gefeiert, auch wenn sie die Tat selbst nicht ausgeführt hatten. So zum Beispiel 1121 die Tötung des Fatimidenwesirs al-Afdal, dem Verursacher der ismailitischen Spaltung.

### Die Auferstehung
Die Gründung der Schia Nizars ist für den Gran-Da’i Hassan-i Sabbah mit einem nicht unwesentlichen Problem einhergegangen. Mit dem Tod des neunzehnten Imams im Kerker von Kairo hatte die neue Schia ihren religiösen Vorsteher verloren, ohne dass ein Nachfolger zur Verfügung gestanden hätte. Dabei war die physische Anwesenheit eines Imams ein zentraler Bestandteil der ismailitischen Glaubensverfassung, ohne den sie keinen Zugang zur inneren Botschaft des Korans hatten und ohne den die Existenzberechtigung ihrer Schia von ihren Gegnern in Kairo in Frage gestellt werden konnte, was 1122 tatsächlich auch geschehen ist.
Für Hassan-i Sabbah hatte in der Frage um das Imamat also ein Klärungsbedarf bestanden. Dabei bediente er sich des im schiitischen Islam bereits mehrfach erprobten Konzepts der weltlichen Entrücktheit/Verborgenheit (ġaiba). Bei den Zwölfer-Schiiten war der Imam bereits seit dem 9. Jahrhundert in eine Verborgenheit entrückt, wo er sich bis heute aufhält, und auch die Ismailiten hatten zeitweilig schon ihre Imame im Verborgenen gehalten, um sie vor der Verfolgung der Abbasiden zu schützen. Derselben Strategie ist nun auch Hassan-i Sabbah gefolgt, indem er gegenüber der Schia die Entrücktheit ihres Imams verkündete, verbunden mit dem Versprechen auf den Anbruch der Endzeit bei seiner Rückkehr.
| Zeit      |                                 |           |
| --------- | ------------------------------- | --------- |
| 1090–1124 | Hassan-i Sabbah                 | Gran-Da’i |
| 1124–1138 | Kiya Buzurg-Umid                | Gran-Da’i |
| 1138–1162 | Muhammad ibn Buzurg-Umid        | Gran-Da’i |
| 1162–1166 | Hassan II. Ala Dhikrihi s-Salam | 23. Imam  |
| 1166–1210 | Nur ad-Din Muhammad II.         | 24. Imam  |
| 1210–1221 | Dschalal ad-Din Hassan III.     | 25. Imam  |
| 1221–1255 | Ala ad-Din Muhammad III.        | 26. Imam  |
| 1255–1256 | Rukn ad-Din Churschah           | 27. Imam  |

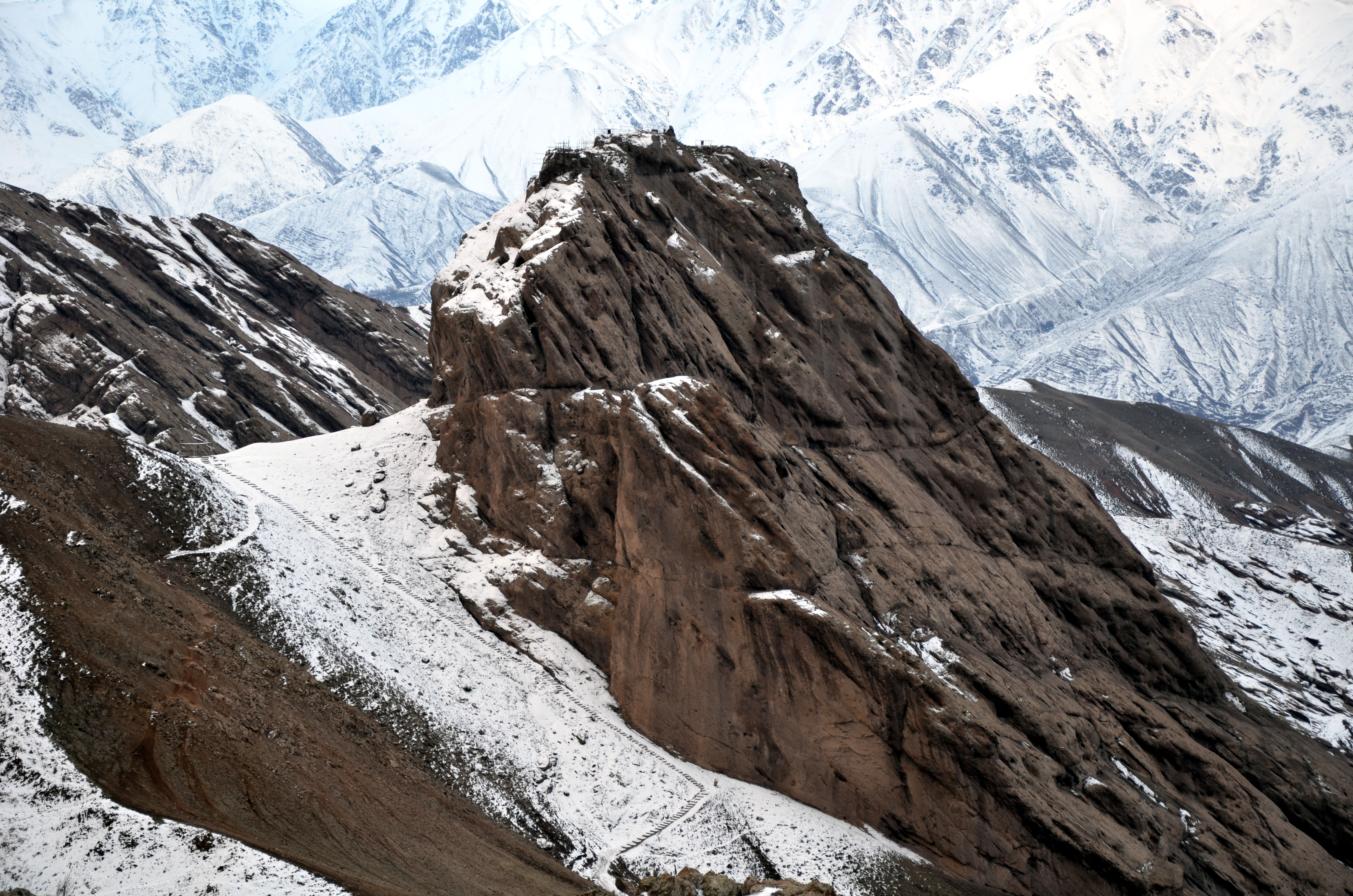
Die Ruine von Alamut (Adlernest)
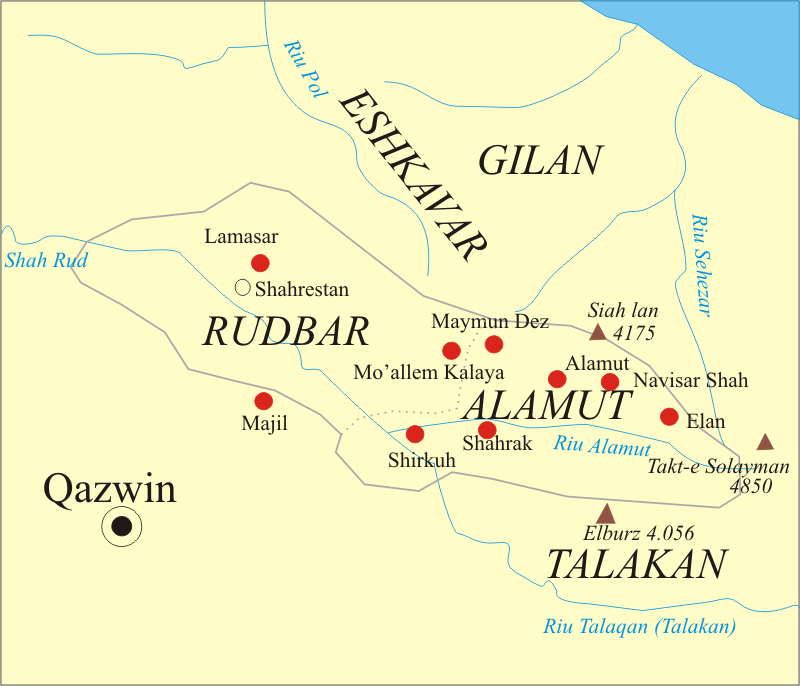
Die Burgen der Nizariten im Elburs

Von ihrer Gründung an wurden die Nizariten nach außen hin von dem auf Alamut residierenden Gran-Da’i geführt. Nach dem Tod des Gründers Hassan-i Sabbah 1124 ist auf ihm sein alter Weggefährte Kiya Buzurg-Umid (gest. 1138) gefolgt, der wiederum von seinem Sohn Muhammad (gest. 1162) in der Führerschaft beerbt worden ist. Unter der Führung dieser drei „Großmeister“ ist in Nordpersien ein regelrechter Nizaritenstaat entstanden, der sich gegenüber der seldschukischen Großmacht hatte behaupten können und von dem aus die Schia ihren Einfluss von Syrien bis nach Indien hat geltend machen können. Von ihren Feinden wurden sie verachtet, wie auch gefürchtet.
Trotz alledem ist bis zur Mitte des 12. Jahrhunderts zunehmend Unruhe in der Schia aufgekommen, die sich an der Abwesenheit ihres Imams entzündet hat. Mit dem von Anfang an erhobenen Anspruch, das wahre Ismailitentum fortzuführen, war die physische Anwesenheit des Imams unabdingbar und nicht mit einer Abwesenheit zu vereinbaren. Die Unzufriedenen begannen sich um den Sohn des dritten Meisters Hassan II. zu scharen, der durch eine besondere Gelehrsamkeit und vor allem durch seine unverhüllte Missachtung der Gesetze des Islam aufgefallen ist, deren Einhaltung von seinem Vater noch rigoros verfolgt worden ist. Zunehmend begannen die Anhänger des jungen Hassan in ihm ihren Imam zu erkennen. Zu Lebzeiten des alten Meisters wurde diese Meinung streng unterdrückt und auch Hassan selbst wagte sich nicht darüber zu äußern. Sobald aber sein Vater 1162 gestorben war, hat er seine Maske fallen gelassen. Am 8. August 1164 verlas er in einem feierlichen Akt in Alamut einen Brief des vermeintlich verborgenen Imams, in dem er als dessen bevollmächtigter Stellvertreter (Kalif) den Anbruch der Endzeit oder auch „die Auferstehung“ (al-qiyāmāh) des Imams verkündete. Er hatte diese Rede von einer Kanzel herab an seine Anhänger gehalten, die nach Mekka ausgerichtet war, so dass also die Menge bei seiner Predigt der heiligen Stadt des Islam ihre Rücken zukehren musste. Denn mit dem Anbruch der Endzeit war die Aufhebung des islamischen Gesetzes (šarīʿa), das Ende aller Fastenregeln, der Pflicht zur Pilgerfahrt, wie das Ende des Verbots zum Weintrinken und das der alltäglichen Pflicht zum fünffachen Gebet einhergegangen. Mit der Auferstehung/Endzeit ist in der Religion des Islam die Offenbarung der göttlichen Botschaft für alle Gläubigen verbunden, die sonst nur dem Imam aus dem inneren Sinn des äußerlichen Wortlauts des Korans zu erschließen ist. Mit dieser Offenbarung geht der Fall aller provisorischen Hüllen des Glaubens einher, die Worte des Koran und die Gebote der Scharia, wodurch die Anbetung Allahs durch den Gläubigen wieder in seine paradiesische Urform zurückfindet, so wie einst der erste Mensch Adam direkt zu ihm gebetet habe.
Die Auferstehung ist in allen Gemeinden der Nizariten verkündet und als allgemeingültiges Dogma aufgenommen wurden, auch wenn es in der Folgezeit darüber zu kontroversen Auseinandersetzungen gekommen ist. Vom Standpunkt der sunnitischen Orthodoxie haben die Nizariten damit die Gemeinschaft der Gläubigen verlassen, sind zu Abtrünnigen des wahren Islam und zu Ketzern (malāḥida) geworden, die zu vernichten das Gebot eines jeden Muslim sei. Das Urteil der sunnitischen Geschichtsschreibung des Mittelalters (siehe Dschuwaini) war eindeutig.
Hassan II. selbst hat noch keinen Anspruch auf das Imamat gestellt, er hat sich bis zu seiner Ermordung 1166 lediglich in dessen Stellvertretung gesehen. Doch sofort nach seinem Tod haben seine Anhänger ihn als den tatsächlich wiederauferstandenen Imam anerkannt, indem sie seine öffentliche Filiation vom dritten Gran-Da’i negierten und ihn stattdessen in eine Abstammungslinie zum neunzehnten Imam Nizar gestellt haben. Die sunnitische Geschichtsschreibung erkannte darin eine Fiktion, während das wieder lebendig gewordene Imamat bei den Nizariten seither nicht mehr in Frage gestellt worden ist.

### Die Schia in Syrien

Die geopolitische Lage in der Levante des 12. Jahrhunderts.

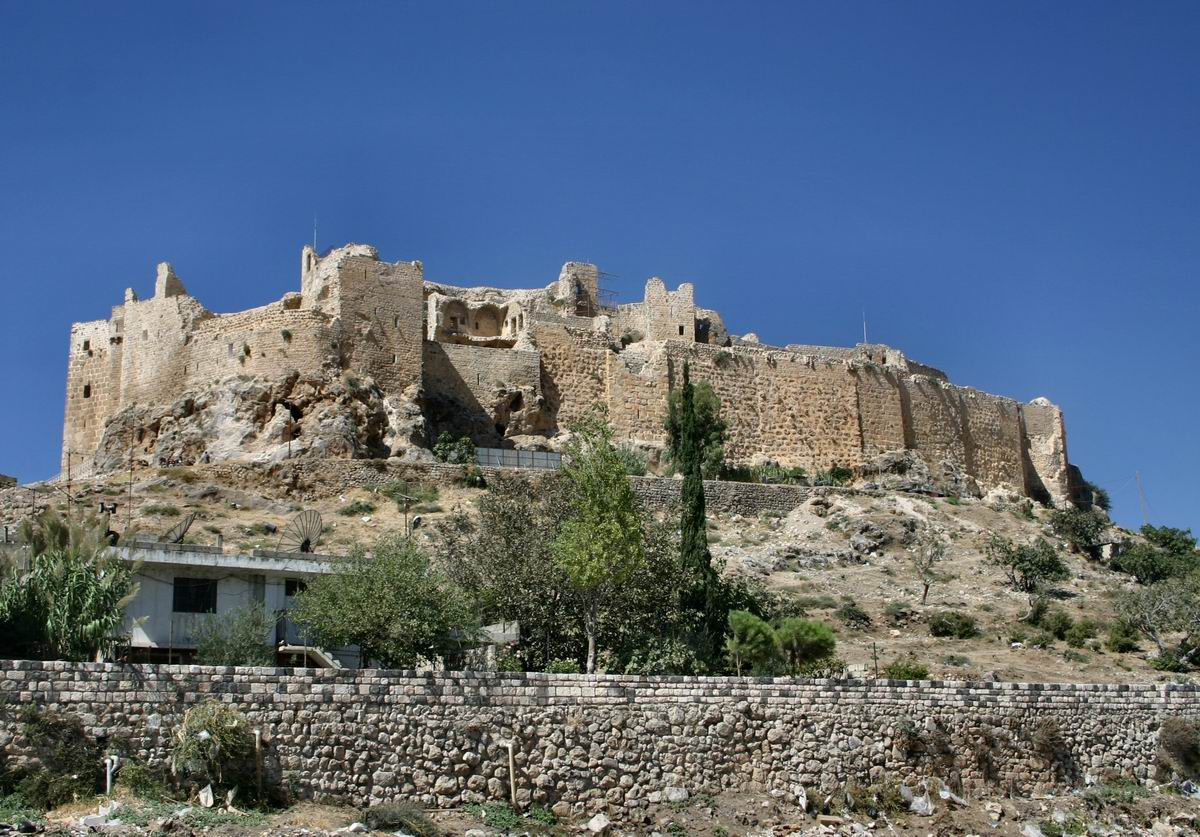
Die Burg Masyaf.

Bei Beginn der Spaltung der Ismailiten 1094 waren die Machtzentren und Hauptsiedlungsgebiete der zwei entstandenen Gruppierungen räumlich durch eine große geographische Distanz voneinander getrennt, die Mustali-Ismailiten in Ägypten und die Nizari-Ismailiten in Persien. Lediglich in Syrien sind sie unmittelbar miteinander in Berührung gekommen, da sich die dortige Ismailitengemeinde zu beiden Strömungen hin aufgeteilt hat. Der größere Teil hat sich als Mustaliten bekannt, aber die Nizariten stellten fortan eine bedeutende Minderheit. Die Lage in Syrien hat sich mit der Ankunft der Christen des ersten Kreuzzuges, der 1095 im fernen Clermont ausgerufen worden war, bedeutend verändert, indem die Christen durch die Gründung ihres Königreichs von Jerusalem und anderer Staaten einen geopolitischen Keil zwischen Syrien und Ägypten getrieben haben.
Die Nizariten sind schon sehr früh in Syrien aktiv geworden und haben durch ihre Missionstätigkeit die Zahl ihrer Anhänger schnell vermehren können. Eine entscheidende Rolle hat dabei ihre Beziehung zum Seldschukenemir von Aleppo Radwan gespielt. Obwohl dieser sich nach außen hin sunnitisch gab, hat er zum Ärgernis seiner Untertanen in seiner engsten Umgebung „Batiniten“ geduldet. Die ersten Da’is der syrischen Nizariten, der „weise batinitische Astrologe“ und der „persische Goldschmied“, haben zu seiner Entourage gehört, die mit seiner Erlaubnis ein Missionshaus (dār ad-daʿwa) in Aleppo eröffnen durften. 1103 haben sie ihren ersten Mordanschlag verübt. Opfer war der ehemalige Mentor Radwans, den sie wahrscheinlich in dessen Auftrag liquidiert hatten. 1113 haben sie für den Emir dessen Rivalen um die Herrschaft in Syrien Maudud ermordet, als der gerade in Damaskus die große Moschee nach einem Gebet verlassen hat. Im Jahr darauf schlug ein großangelegter Versuch der Nizariten blutig fehl, die Burg Schaizar zu erobern. Fortgesetzte Anschläge haben die allgemeine Stimmung gegen die Gemeinschaft aufgebracht und als 1113 Radwan gestorben war, hatte sie ihre schützende Hand verloren. Dessen Sohn hat die Verfolgung der Nizariten angeordnet, die in pogromartigen Unruhen zu Tausenden getötet und die Überlebenden aus den Städten vertrieben wurden. Im Atabeg von Damaskus hofften sie nun einen neuen Beschützer zu finden, von dem sie 1126 die Grenzfestung Banyas erhalten haben. Aber nachdem der Atabeg 1129 verstorben war, ist es in Damaskus nach einem politischen Umbruch ebenfalls zu einem Pogrom an den Nizariten gekommen. In Vergeltung dafür haben sie Banyas an die Christen des Königreichs Jerusalem übergeben und 1131 den für die Verfolgung verantwortlichen Atabeg ermordet.
Um die Sache ihrer Schia in Syrien zu retten, haben sich die Nizariten hier in den folgenden Jahren auf die bereits von ihren persischen Genossen erprobte Strategie besonnen, indem durch die Okkupation von befestigten Positionen in einer gebirgigen Region ein sicheres und gut zu verteidigendes Refugium geschaffen werden sollte. Um das Jahr 1133 erwarben die Nizariten durch Kauf die Burg von Qadmus. Von ihr ausgehend errichteten sie in den Folgejahren ein eigenes Herrschaftsterritorium, das sie über die Höhenzüge und Täler des Dschebel Ansariye ausdehnten. Durch Mord an ihrem alten Besitzer haben sie 1141 schließlich die starke Festung Masyaf in ihren Besitz gebracht, die bis zu ihrer Eroberung durch die Mamluken 1270 der neue Hauptsitz des Da’is bleiben sollte. Das Herrschaftsgebiet der syrischen Nizariten grenzte unmittelbar an die Gebiete der Christen des Fürstentums Antiochia und der Grafschaft Tripolis an, zu denen man abgesehen von der Ermordung des Grafen von Tripolis 1152 gute Beziehungen gepflegt hat.
1162 hat mit Raschid ad-Din Sinan eine Persönlichkeit mit nicht minderer Entschlossenheit die Führung der syrischen Nizariten übernommen, wie sie einst der Gründervater Hassan-i Sabbah an den Tag gelegt hat. Sinan war persischer Abstammung und wie jeder Da’i der syrischen Gemeinde ist er vom Gran-Da’i von Alamut in seinem Posten eingesetzt wurden. Er war ein ergebener Gefolgsmann Hassans II. und hat die Botschaft von der Auferstehung unter die syrische Schia gebracht. Sinan war der „Alte vom Berge“ der Christen (Wilhelm von Tyrus), gleichwohl dieser Terminus später auch auf andere Führer und Imame der Schia gemünzt wurde. Mit ihm ist besonders die Konfrontation der Nizariten mit Sultan Saladin (Salah ad-Din Yusuf) verbunden, der 1171 das schiitische Kalifat in Ägypten beendet und seine Macht auch in Syrien etabliert hat. Dabei hatte der Sunnit nicht die Absicht, die Ketzer von Masyaf in seinem Herrschaftsbereich zu dulden. Um der militärischen Bedrohung zu entgehen, hat Sinan mindestens zwei Attentate auf Saladin angeordnet, die allerdings alle nicht zur Ausführung gebracht werden konnten. Aber am Ende hat Sinan 1176 einen Frieden mit Saladin aushandeln können, der die weitere Existenz des Staates von Masyaf garantiert hat. Der Sultan hat dem Kampf gegen die Christen eine höhere Priorität beigemessen.
Trotz des Friedens mit Saladin haben die syrischen Nizariten danach einen kontinuierlichen Bedeutungsverlust erlebt. Hauptursache dafür war die Macht des sunnitischen Ayyubidenreichs von Ägypten und Syrien, das eine weitere Expansion der ismailitischen Häresie militärisch wie ideologisch unterbunden hat. Auch gegenüber den Christen haben die „Assassinen“ zunehmend an Schrecken verloren, was wohl auch darin begründet war, dass sie ihre Talente zum Mord an Dritte gewinnbringend zu verkaufen begannen. Schon der Mord an Markgraf Konrad von Montferrat 1193 ist wahrscheinlich mit der Absicht zur Geldgewinnung motiviert gewesen, abseits der später aufkommenden Legenden um eine angebliche persönliche Beleidigung des Opfers gegenüber Sinan. Zeitgenossen auf beiden Glaubensseiten haben jedenfalls reichlich über die eigentlichen Hintermänner des Attentats spekuliert. Sowohl Saladin als auch Richard Löwenherz wurden verdächtigt. Politisch oder ideologisch motivierte Anschläge sind im 13. Jahrhundert deutlich seltener verübt wurden und zur Mitte dieses Jahrhunderts schließlich ganz außer Gebrauch gekommen. Im selben Jahr wie der Markgraf den Dolchen zum Opfer gefallen ist, war auch Sinan gestorben. Das Verhältnis der Assassinen zu den Christen hat sich danach wieder positiv gestaltet. Kontakte zu ihnen wurden bis zum Fall von Masyaf 1270 gepflegt, wie zum Beispiel ihr diplomatischer Austausch mit den kreuzfahrenden Herrschern Kaiser Friedrich II. und König Ludwig IX. von Frankreich zeugt. Im 13. Jahrhundert waren sie den christlichen Ritterorden der Templer und Hospitaliter über einen längeren Zeitraum sogar tributpflichtig. Eine Änderung dieses Verhältnisses war für sie nicht zu bewerkstelligen, da bei einer Ermordung eines Großmeisters von den Orden sofort ein Neuer auf seinen Posten gewählt worden wäre. So jedenfalls hat sich eine Delegation der Assassinen gegenüber dem König von Frankreich beklagt (siehe Joinville). Der Da’i Nadschm ad-Din Ismail hatte dem König Manfred von Sizilien in einem Brief vom Spätjahr 1265 seiner Unterstützung im Kampf gegen Karl von Anjou und den Papst versichert.
Das syrische Fürstentum der Nizariten ist 1273 von dem sunnitischen Machthaber Baibars I. vernichtet wurden, auf dem zwei Jahre zuvor ein fehlgeschlagenes Attentat verübt wurde. Zunächst noch hatte Baibars die Führer der syrischen Assassinen zu seinen Vasallen gemacht. Die von ihnen 1270 und 1272 befohlenen Anschläge auf Philipp von Montfort und Prinz Eduard von England waren schon auf seinem Geheiß ihn ausgeführt wurden. Nachdem sich die Da’i aber als unzuverlässig erwiesen hatten, ist Baibars zur direkten Übernahme des Staates von Masyaf übergegangen. Schon im März 1270 hatte er Masyaf erobert und die letzte syrische Assassinenburg al-Kahf, etwa zwanzig Kilometer westlich von Masyaf, hat schließlich am 10. Juli 1273 vor ihm kapituliert. Der letzte Da’i ist mit einem Lehen in Ägypten abgefunden wurden.
Die nach dem 13. Jahrhundert zunehmend auf immer kleinere Gemeinden zusammengeschrumpfte Nizari-Schia in Syrien hatte sich beim Tod des achtundzwanzigsten Imams 1310 als Mu’miniten von den Nizariten abgespalten und eine eigene Imamlinie fortgeführt. Nachdem diese im 18. Jahrhundert ausgestorben war, haben sich die meisten von ihnen wieder der Schia der bis heute existierenden Imamlinie angeschlossen. Aber einige wenige Mu’miniten-Gemeinden existieren bis heute in Syrien ohne einen Imam weiter und bewohnen die Dörfer rund um Masyaf.

### Das Ende von Alamut
Bis zum Ende des 12. Jahrhunderts war die Macht der Seldschuken in Persien gebrochen, die allerdings von den Choresmiern beerbt wurden, die als Sunniten gleichfalls eine ernste Gefahr für die Nizariten darstellten. Der Zusammenhalt ihrer Gemeinschaft wurde allerdings auch von Bedrohungen von innen gefährdet, nachdem sich um die Auslegung der Doktrin von der Auferstehung kontroverse Dispute entzündet hatten. Hassans II. Sohn und Nachfolger Nur ad-Din Muhammad II. hat sie noch bedingungslos fortgesetzt, doch nach dessen Tod 1210 hat der neue Imam Dschalal ad-Din Hassan III. eine Kehrtwende ausgerufen, die Scharia und alle Glaubensgebote des Islam wieder in Kraft gesetzt. Inwieweit diese Abkehr von den Lehren seiner Vorväter dem politischen Druck von außen beeinflusst war, ist heute nicht mehr zu ermitteln, allerdings hatten diese Maßnahmen tatsächlich der Bedrohung durch die Choresmiern den Wind aus den Segeln genommen. Denn Hassan III. hatte sich dazu zum orthodoxen Sunnitentum bekannt, wofür er vom Abbasidenkalif von Bagdad als „neuer Muslim“ feierlich in die Gemeinschaft der Gläubigen aufgenommen wurde. Seine Schia war ihm ergeben, aber stillschweigend gefolgt. Um seine neue Rechtgläubigkeit öffentlich zu demonstrieren, hat Hassan III. seiner auf Alamut untergebrachten Bibliothek einer Bestandsaufnahme unterziehen und dabei alle als ketzerisch eingestuften Bücher aussortieren lassen, die in Gegenwart von Abgesandten des Kalifen öffentlich verbrannt wurden. In der Zeit Hassans III. haben sich weitere Veränderungen in der politischen Landkarte Persiens zugetragen. Das Choresmierreich wurde von der neu aufziehenden Macht der Mongolen des Dschingis Khan geschlagen und ist darauf zusammengebrochen. Der erste muslimische Herrscher, der sich zu einer Audienz bei dem Eroberer aufgemacht hat, war der Imam der Nizariten.

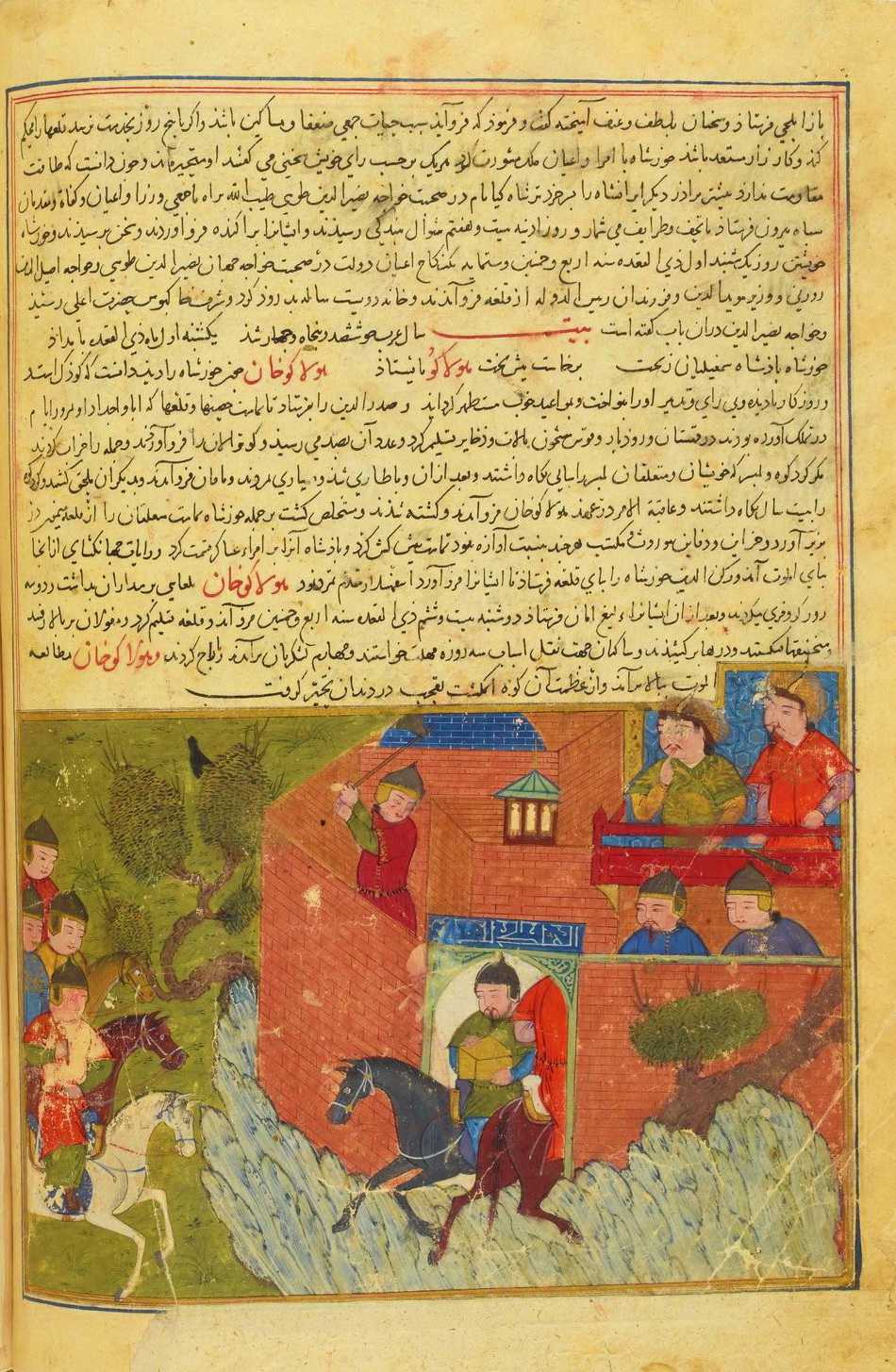
Darstellung und Beschreibung der Einnahme von Alamut durch die Mongolen in einer Ausgabe der Universalgeschichte des Raschid ad-Din. Persische Buchmalerei, 15. Jahrhundert.

1221 ist Hassan III. gestorben, Gerüchten zufolge unter Nachhilfe, und die Vormünder seines Sohnes haben das von ihm auferlegte Bekenntnis zum Sunnitentum sofort wieder negiert und sich zu den Doktrinen der Auferstehung bekannt, ohne dass dabei in der Schia irgendein nennenswerter Widerstand aufgekommen wäre. Der verstörende Widerspruch, den die zwischenzeitliche Rückkehr zur Sunna und Scharia unter den Gläubigen hervorgerufen hat, ist mit einer theologischen Theorie zufrieden stellend gelöst worden, die in den Schriften des berühmten persischen Universalgelehrten Nasir ad-Din Muhammad at-Tusi (1201–1274) überliefert ist. Demnach unterliegt der mit der Auferstehung (qiyāmāh) eintretende gesetzlose paradiesische Urzustand des Glaubens den in Phasen auftretenden Zyklen der „Verhüllung“ (satr) und der „Enthüllung“ (kašf). Während sich dieser Zustand in den Zeiten der Enthüllung in der Aufhebung jeglicher religiöser Gebote manifestiert, tritt er aus Gründen der Vorsicht (taqīya) in Zeiten der Verhüllung in den inneren Sinn (bāṭin) des Korans zurück, wo er sich nur noch dem Imam offenbart. In dieser Zeit ist der Gläubige wieder der Einhaltung des äußerlichen (ẓāhir) physischen Akts der Religion unterworfen, wie der Einhaltung der Scharia, dem Befolgen der Fasten- und Gebetspflichten und der Pilgerfahrt. Inwiefern Tusi, der mehrere Jahrzehnte auf Alamut gelebt und dort zum Ismailitentum konvertiert war, an der Formulierung dieser Theorie beteiligt war, ist nicht zu bestimmen. Doch seine erhaltenen Schriften haben der Nachwelt den umfassendsten Einblick in die Theologie der Nizariten des Mittelalters eröffnet.
Weil die Mongolen sich in den folgenden Jahren der Eroberung von China gewidmet haben, erlebte die islamische Welt des vorderen Orients noch einen Moment des Aufatmens. Vereinzelt aufmarschierende mongolische Feldherren haben hauptsächlich in der Kaukasusregion und in Aserbaidschan operiert, haben sich aber nicht weit in die persischen Gebirgsregionen vorgewagt. Unter diesem Umständen hatte auch der Staat von Alamut unter seinem vermeintlich verrückten Imam Ala ad-Din Muhammad III. noch eine Zeit des Friedens und der Unabhängigkeit wahren können. Eine mehrfach an ihn gerichtete Aufforderung zur persönlichen Unterwerfung (Kotau) gegenüber dem Großkhan ist er stets aus dem Weg gegangen. Dies wurde dem Nizaritenstaat zum Verhängnis, als 1256 der Mongolenkhan Hülegü mit einem gewaltigen Invasionsheer den Oxus nach Persien überschritten hat. Sein erstes Ziel war Alamut. Dort war bereits im Vorjahr Muhammad III. ermordet wurden und sein Sohn Churschah hatte sich ebenfalls der mehrfachen Aufforderung zur Unterwerfung widersetzt. Als nun aber das Mongolenheer vor Alamut aufmarschiert war, war es dazu zu spät. In Erkenntnis seiner hoffnungslosen Unterlegenheit hat sich Churschah nun doch ergeben und auf Weisung des Hülegü seine Anhänger zur Aufgabe von Alamut aufgefordert. So ist das „Adlernest“, das fast einhundertachtzig Jahre lang gegen jeden Angreifer standgehalten hatte, nach nur einem Tag der Belagerung kampflos in die Hände der Mongolen gefallen. Hülegü hat die Burg schleifen lassen, damit sie nie wieder zu einem Ort des Widerstandes werden möge. Der Nizaritenstaat in Persien hat damit aufgehört zu existieren, Imam Churschah ist ein Jahr darauf auf Befehl des Großkhans mit mehreren seiner Angehörigen exekutiert wurden.
Dem Heer der Mongolen hatte auch der persische Chronist und Hofbeamte Ata al-Mulk Dschuwaini (1226–1283) angehört, der ein Sunnit aus tiefster Überzeugung war und für die aus seinem Standpunkt ketzerischen Ismailiten von Alamut nur Verachtung kannte. Deren Untergang hatte er die letzten Kapitel seines Werkes „die Geschichte des Welteroberers“ (Ta’rīch-i Dschahānguschāy) gewidmet. Dschuwaini hatte nach der Einnahme von Alamut die Gelegenheit erhalten, die Bibliothek des Imams zu durchforschen, deren ketzerischen Werke im Anschluss, wie fast fünfundvierzig zuvor, in einem Autodafé vernichtet werden sollten. Für seine Beschreibung der häretischen Praktiken der Nizariten und deren Geschichte hat er allerdings reichhaltige Informationen aus deren Schriftgut geschöpft. Stellenweise hat er ganze Abschnitte aus der Autobiographie des Hassan-i Sabbah und den theologischen Werken der Schia zitiert, natürlich nur um deren vermeintliche Irrlehre offenzulegen. So gereicht es zur Ironie der Geschichte, dass die umfangreichsten Berichte über die Geschichte der schiitischen Nizariten von Alamut ausgerechnet durch die Feder eines Sunniten der Nachwelt überliefert sind. Andere persische Historiker wie zum Beispiel Raschīd ad-Dīn (1247–1318) haben ebenfalls noch Einblick in die schriftliche Hinterlassenschaft der Nizariten nehmen und daraus zitieren können.

### Die lange Zeit der Vorsicht
Entgegen der von Dschuwaini verlautbarten Nachricht von der vollständigen Ausrottung der ketzerischen Gemeinde in Persien, hat die ismailitisch-nizaritische Schia dort weiterexistieren können. Durch den Verlust ihrer Burgen, die letzte Gerdkuh bei Damghan ist 1270 gefallen, haben sie allerdings ihre staatliche Organisationsstruktur und politische Unabhängigkeit verloren. Die Gemeinschaft hat sich in die Dörfer und Städte Nordpersiens und Aserbaidschans zurückgezogen, die weit abgelegen von den Machtzentren der nun herrschenden mongolischen Ilchane lagen. Dem Gebot der Vorsicht (taqīya) folgend, haben ihre Anhänger besonders in Situationen der Bedrohung ihren Glauben öffentlich verleugnet, oder sich als Sufis oder Zwölfer-Schiiten getarnt. Auch die Imamlinie hat weiterbestehen können, die sich nun allerdings weitgehend aus der Öffentlichkeit zurückgezogen hat. Die gleichfalls von ihnen an den Tag gelegte Vorsicht ist allerdings nicht gleichzusetzen mit einer Verborgenheit (ġaiba); die Imame waren für ihre Anhänger weiterhin physisch präsent und konnten von ihnen aufgesucht werden. Auch die ismailitische Mission (daʿwa) wurde beständig weitergeführt.

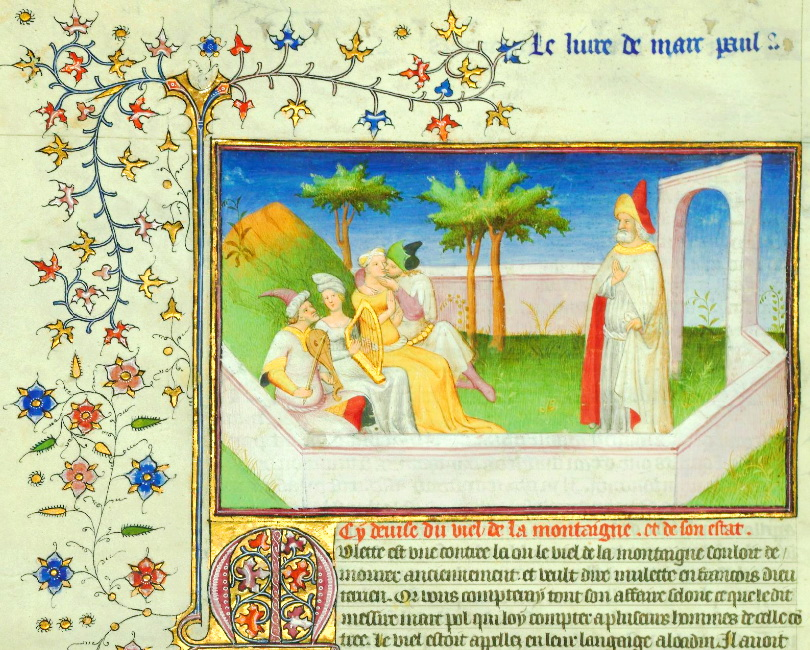
„Hier erzähle ich über den Alten vom Berge,… in deren Sprache Aloadin genannt“ (Cý devile du viel de la montaigne,…apellez en leur language aloadin). Darstellung aus dem Livre des merveilles, einer französischen Abschrift des Reiseberichts von Marco Polo aus dem 15. Jahrhundert. BnF, ms. fr. 2810, folio 16v.

Die Nizariten/Assassinen sind nach dem Ende der Kreuzzüge zum Ende des 13. Jahrhunderts lediglich bei den Christen Europas aus dem historiographischen Blickfeld geraten und haben dafür Einzug in die Populärliteratur der westlichen Welt gehalten. Der venezianische Weltreisende Marco Polo hat kurz vor der Jahrhundertwende auf seinem Rückweg von China die Gegend um Alamut durchquert und dort die abenteuerlichsten Geschichten von dem unsichtbaren, unerreichbaren und wahnsinnigen „Alten vom Berge“ Aloadin und seinen blind ergebenen Jüngern erfahren, die von schönen Jungfrauen in einem Paradiesgarten verführt und mit Drogen gefügig gemacht wurden, um danach zu selbstmörderischen Attentaten ausgesandt zu werden. Ausgehend von solchen und anderen mit viel Fantasie ausgeschmückten Berichten hat sich im Europa der kommenden Jahrhunderte um die Assassinen eine „schwarze Legende“ etabliert, in der sie als unbarmherzige Glaubensfanatiker und gefügige Jünger ihrer Meister eingegangen sind, die sich zum Beweis ihrer absoluten Loyalität auf dessen Weisung hin sogar von den Mauern ihrer Burgen gestürzt hätten. In der jüngeren Vergangenheit werden sie vermehrt als Prototypen des islamistischen Terrors zitiert.
Der „Alte vom Berge“ hat zu Marco Polos Zeiten tatsächlich im aserbaidschanischen Täbris in vergleichsweise bescheidenen Verhältnissen gelebt. Nach dem Tod des 28. Imams Schams ad-Din Muhammad (gest. 1310) erlebte die Schia der Nizariten ein ähnliches Schisma wie es sich vor mehr als zweihundert Jahren bei ihrer Gründung zugetragen hat. Die Schia spaltete sich zwischen zwei Prätendenten auf und bildete fortan die Linien der Mu’miniten und Qasimiten. Die Imame der Qasimiten residierten einige Zeit in Ghom, bis der 32. Imam nach Anjedan übersiedelte, dem faktischen Hauptort der Schia in Persien. Sein dort errichtetes Grabmausoleum ist noch heute zu besichtigen. Zu Beginn des 16. Jahrhunderts wurde die mongolische Herrschaft in Persien durch die einheimische Safawiden-Dynastie beendet, was auch für die Nizariten eine bedeutende Zäsur darstellte. Die Safawiden waren wie sie Schiiten, auch wenn sie der Zwölfer-Schia angehörten, die in Persien mittlerweile die Bevölkerungsmehrheit stellte. Allerdings hat sich der erste Safawidenschah Ismail I. (1487–1524) aufgeschlossen gegenüber den Nizariten gezeigt. Ihr 35. Imam Abu Dharr Ali durfte sogar in die Schahfamilie einheiraten.
Eine Wende ereignete sich allerdings mit dem Herrschaftsantritt von Schah Tahmasp I. (1514–1576), der die Doktrin der Zwölfer-Schia als alleingültige Staatsreligion in Persien etablierte und deren Befolgung von allen Untertanen einforderte, was die Nizariten einer neuen Bedrohung ausgesetzt hat. Ihr 36. Imam Murad Mirza ist trotz seiner Verwandtschaft mit dem Schah 1573 eingekerkert worden. Aber noch im selben Jahr konnte er fliehen, nachdem er seinen Kerkermeister zum Ismailitentum konvertiert hatte; doch nur wenige Monate später wurde er auf seiner Flucht nach Afghanistan erneut gefangen genommen und nun vor dem Schah exekutiert. Nur eine Generation später ereignete sich eine erneute politische Kehrtwende. Schah Abbas der Große (1571–1629) hat die Verfolgung der Nizariten eingestellt und ihren 36. Imam Chalil Allah I. durch eine Ehe mit einer Safawidenprinzessin rehabilitiert. Dazu hat 1627 die theologische Rechtsschule von Ghom ein Edikt erlassen, in dem die Nizariten als Angehörige des „Hauses der Gläubigen“ (dār al-muʾminīn) anerkannt und mit einer Abgabenfreiheit privilegiert wurden. Dieses Edikt ist als Inschrift an der Fassade der Moschee von Anjedan verewigt.
Unter dem 40. Imam Schah Nizar ist die Imamresidenz von Anjedan in die Ortschaft Kahak in der Provinz Ghom verlegt worden. Sein Mausoleum ist hier errichtet worden. Ab dem 42. Imam Sayyid Hassan Ali haben die Imame und mit ihnen ihre Anhänger zunehmend die Gebote der Vorsicht fallen gelassen und haben sich fortan wieder öffentlich zu ihren Glaubensinhalten bekannt. Die Nizari-Schia hat darauf eine Renaissance und eine Phase der Wiedervereinigung erlebt. Denn am Ende des 18. Jahrhunderts ist der letzte Imam der Mu’mini-Nizariten in Indien verschollen. Auf der Suche nach einem neuen Imam haben sich in den folgenden Jahrzehnten nahezu alle Mu’imiten der noch immer bestehenden Qasimitenlinie angeschlossen, womit die nach 1310 eingetretene Spaltung der Nizariten weitgehend überwunden wurde. Lediglich eine kleine Mu’imiten-Gemeinde in Syrien (Masyaf) ist selbstständig geblieben, nun mit einem verborgenen Imam. Der zunehmende politische Einfluss der Nizariten unter der neuen Herrscherdynastie der Kadscharen hat unter konservativen Vertretern der Zwölfer-Schia allerdings heftige Gegenwehr hervorgerufen. 1817 wurde der 45. Imam Schah Chalil Allah III. zusammen mit einigen Angehörigen in seiner Residenz in Yazd von einer aufgebrachten Menge gelyncht. Als letzter Imam wurde er auf persischem Boden in Nadschaf beerdigt.

### Die modernen Ismailiten
Der nachfolgende Imam Hassan Ali Schah (1804–1881) hat als junger Mann die Freundschaft des Fath Ali Schah (1771–1834) genossen, von dem er eine Tochter zur Ehe und den persischen Adelstitel „Herr Fürst“ (Āghā Khān) verliehen bekommen hat, der auf alle nachfolgenden Imame weitervererbt wurde. 1835 wurde Aga Khan I. als Imam von Mohammed Schah (1810–1848) als Statthalter der Provinz Kerman eingesetzt, wo er die öffentliche Ordnung nach den Unruhen des Dynastiewechsels in Persien wiederherstellen und die wiederholten Überfälle der Afghanen abwehren konnte. Als der Schah ihn aber 1837 zugunsten eines königlichen Prinzen von diesem Posten wieder ablösen wollte, wurde der Imam zu einem langjährigen Rebellen. Schlussendlich von den Regierungstruppen besiegt, floh er 1841 mit seiner Familie und vielen Anhängern zunächst in das afghanische Kandahar. Damit hat das nizaritische Imamat nach über siebenhundert Jahren seines Bestehens sein persisches Stammland verlassen. In Afghanistan suchte der Imam die Nähe zu den britischen Autoritäten, die wenige Jahre zuvor das Land besetzt hatten. Sie unterstützte er bei der Einnahme von Sindh, wofür ihm eine jährliche Apanage bewilligt wurde. Schließlich bezog er in Kalkutta, Britisch-Indien, seine neue Residenz, wo er die gesellschaftliche Anerkennung der Briten erlangte. Unter anderem besuchte ihn hier der spätere König Eduard VII. († 1910).
Auf dem indischen Subkontinent bestand seit dem Mittelalter eine bedeutende ismailitische Schia, die hier anders als in Ägypten, Syrien oder Persien keiner nennenswerten Verfolgung ausgesetzt war und folglich bis in die Neuzeit hinein prosperieren und ihr Schrifterbe bewahren konnte. Beim Ausbruch des ismailitischen Schismas hatte sich die Mehrheit der indischen Gemeinde zu den Anhängern Nizars bekannt. Organisiert haben sich die indischen Nizariten in eigenen kommunalen Verbänden, den Chodschas, denen jeweils ein selbst gewählter Mukhi (mukī) als soziales und religiöses Haupt vorstand. Die Ankunft ihres Imams hatte die indische Gemeinde allerdings in eine gewisse Unruhe versetzt, da sie sich an ihre seit Jahrhunderten bestehende Form der Selbstverwaltung gewöhnt hatte. Aber kraft eines Urteils des hohen britischen Gerichts in Bombay wurde 1866 der Status des Imams als Inhaber sowohl der spirituellen wie auch weltlichen Autorität über die gesamte Gemeinde der „Shia Imami Ismailis“ bestätigt, womit ihm die absolute Verfügungsgewalt über deren politische Organisation und ihres materiellen und finanziellen Eigentums übertragen wurde. Seither wurde dieser Status innerhalb der Gemeinde nicht mehr in Frage gestellt.
Unter der kurzen Regentschaft von Aga Khan II., Aqa Ali Schah (1830–1885), wurde die kommunikative wie administrative Vernetzung der Ismailiten mit ihren Anhängern außerhalb Indiens etabliert. Auch begann mit ihm das philanthropische und soziale Engagement der Imame. Aga Khan III., Sultan Muhammad Schah (1877–1957), war der erste Imam, der in Indien geboren wurde. Er hat mehrere Reisen nach Europa unternommen und dabei unter anderem die Bekanntschaft mit Königin Victoria und Kaiser Wilhelm II. gemacht. Sechshundert Jahre nach den Reisen Marco Polos hat das christliche Abendland damit seine unmittelbare Bekanntschaft mit dem „Alten vom Berge“ gemacht, dem es die höchsten zeremoniellen Ehren bekundet hat. Sein ihm nachfolgender Sohn Aga Khan IV. wurde 1936 in den Bergen der Schweiz geboren. Als erster Imam hat Aga Khan III. auch die Ismailitengemeinden von Ostafrika bereist. Im Jahr 1931 hat er dem russischen Exilanten Wladimir A. Iwanow († 1970) seine Privatbibliotheken zur systematischen Katalogisierung geöffnet und damit den Weg zur wissenschaftlichen Erforschung der Ismailiten auf Grundlage ihres eigenen überlieferten Schriftguts geebnet. Diese Forschung hat maßgeblich zur Überwindung der bis in das späte 19. Jahrhundert in der europäischen Wissenschaft unkritisch reproduzierten Assassinen-Legende beigetragen und sie durch solide historische Fakten ersetzt. Ivanows Arbeit wird heute in dem von Aga Khan IV. 1977 in London gegründeten Institute of Ismaili Studies fortgeführt, das über die weltweit größte Sammlung ismailitischer Schriften in arabischer, persischer und indischer Sprache verfügt.

## Liste der Imame der Ismailiten/Nizariten
1. Ali (X 661)
2. Hussein (X 680)

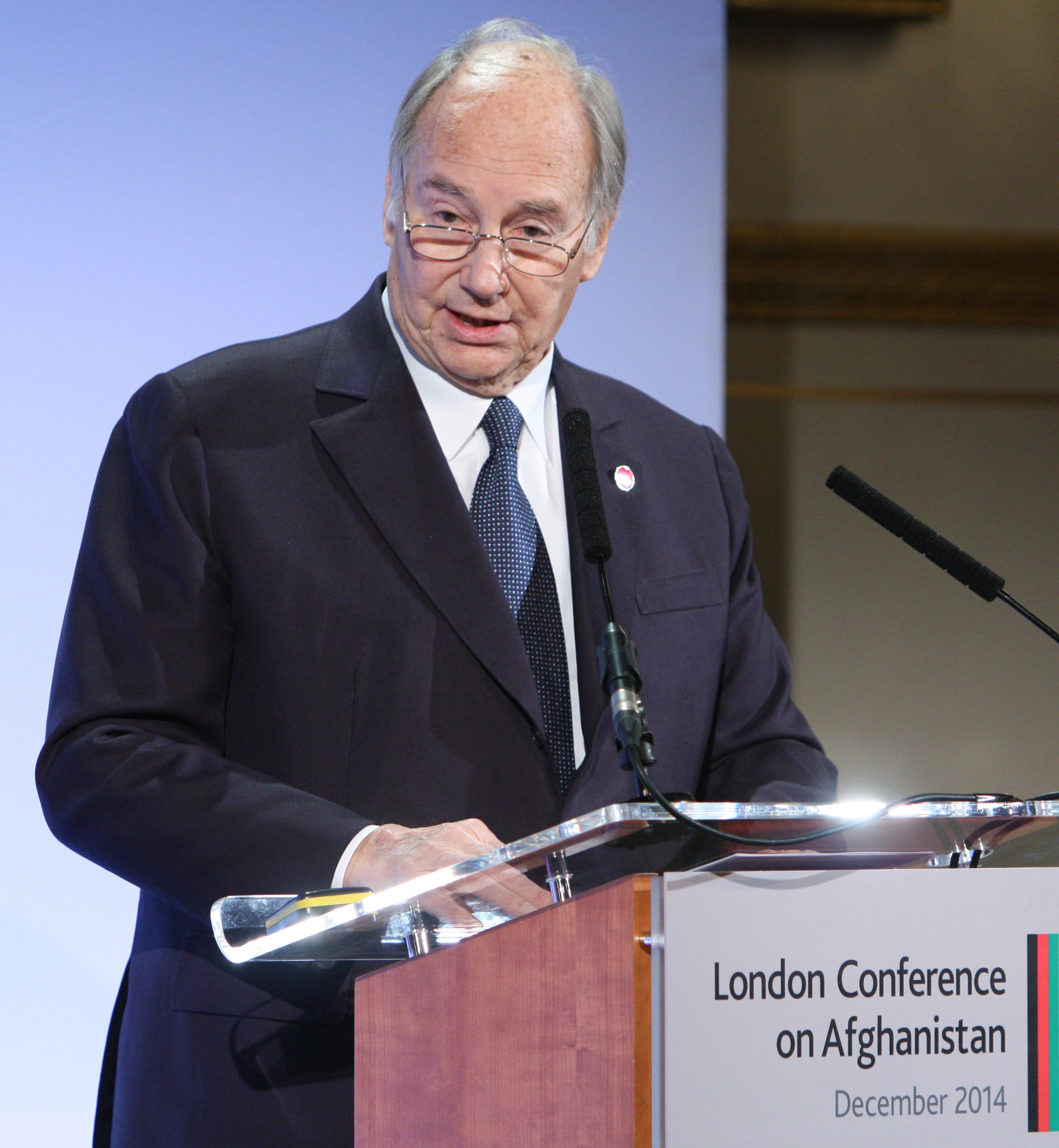
Aga Khan IV., Schah Karim al-Hussaini (1936–2025), war bis zu seinem Tod der amtierende 49. Imam der Nizari-Ismailiten.

3. Ali Zain al-Abidin († 713) – Abspaltung der Zaiditen
4. Muhammad al-Baqir († 732/36)
5. Dschafar as-Sadiq († 765) – Abspaltung der Zwölfer
6. Ismail al-Mubarak († 760)
7. Muhammad al-Maktum († 809)
8. Abdallah al-Akbar (verborgen)
9. Ahmad (verborgen)
10. Hussein (verborgen; † 882/883)
11. al-Mahdi († 934) – Abspaltung der Qarmaten
12. al-Qa’im († 946)
13. al-Mansur († 953)
14. al-Mu’izz († 975)
15. al-Aziz († 996)
16. al-Hakim († 1021) – Abspaltung der Drusen
17. az-Zahir († 1036)
18. al-Mustansir († 1094) – Abspaltung der Mustaliten/Tayyibiten und Hafiziten
19. Nizar (X 1095)
20. Ali al-Hadi (verborgen)
21. Muhammad I. al-Muhtadi (verborgen)
22. Hassan I. al-Qahir (verborgen)
23. Hassan II. ala dhikrihi s-salam († 1166)
24. Nur ad-Din Muhammad II. (1147–1210)
25. Dschalal ad-Din Hassan III. († 1221)
26. Ala ad-Din Muhammad III. (1212–1255)
27. Rukn ad-Din Churschah (1230–1257)
28. Schams ad-Din Muhammad († 1310) – Abspaltung der Mu’miniten
29. Qasim Schah († ca. 1370)
30. Islam Schah († ca. 1425)
31. Muhammad
32. Ali Schah Mustansir († 1480)
33. Abd al-Salam Schah
34. Abbas Schah Mustansir († 1498)
35. Abu Dharr Ali
36. Murad Mirza († 1574)
37. Chalil Allah I. († 1634)
38. Nur al-Dahr Ali († 1671)
39. Chalil Allah II. († 1680)
40. Schah Nizar († 1722)
41. Sayyid Ali († 1754)
42. Sayyid Hassan Ali
43. Qasim Ali
44. Abu’l-Hassan Ali († 1792)
45. Schah Chalil Allah III. († 1817)
46. Hassan Ali Schah, Aga Khan I. (um 1800–1881)
47. Aqa Ali Schah, Aga Khan II. (1830–1885)
48. Sultan Muhammad Schah, Aga Khan III. (1877–1957)
49. Schah Karim al-Hussaini, Aga Khan IV. (1936–2025)
50. Rahim al-Hussaini, Aga Khan V. (* 1971)